# Ernani Méro
Ernani Otacílio Méro (Penedo (Alagoas), 15 de fevereiro de 1925 — Alagoas (Brasil), 27 de janeiro de 1996) foi um historiador,l, compositor, poeta e professor brasileiro.

## Biografia
Filho de Osvaldo Méro e de Áurea Octacílio Méro, foi neto, pela linha paterna, de Henrique Silva Méro, advogado, músico e jornalista que, nos finais do Século XVIII, participou, ativamente, das campanhas pela Abolição da Escravatura e pela Proclamação da República do Brasil.
Teve as primeiras letras na Escola Vicente dos Reis, do Montepio dos Artistas, e na Escola Anchieta, em sua cidade natal. Mais tarde buscou formação religiosa no Convento dos Capuchinhos, em Maceió (1938), bem como, a partir de 1942, no Seminário Franciscano de Ipuarana, em Campina Grande (Paraíba). Retornou a Penedo em 1944, onde casaria com Nair Barros Méro, matrimônio de que lhe vieram cinco filhos: Osvaldo Méro, Carlos Méro, Marcos Méro, Ricardo Méro e Fátima Méro.
Fez o primeiro Curso Superior na Faculdade de Formação de Professores de Primeiro Grau, em Penedo (1974), vindo mais tarde a também ser graduado em Estudos Sociais (1976) pela Faculdade de Filosofia Ciência e Letras da Universidade Federal de Alagoas (1966).
Dedicando-se ao magistério de História Geral do Brasil e das Artes, lecionou, em Penedo, em diversos colégios e na Faculdade de Formação de Professores daquela cidade, bem como, em Maceió, na Faculdade de Filosofia, Ciências e Letras do Centro de Estudos Superiores de Maceió - CESMAC - e no Seminário Arquidiocesano.
Integrou a Academia Alagoana de Letras (AAL), onde ocupou a Cadeira nº 34, o Instituto Histórico e Geográfico de Alagoas (IHGAL), tendo assento na Cadeira nº 35, a Academia Penedense de Letras e a Academia Arapiraquense de Filosofia, Ciências e Letras. Foi também membro do Conselho Estadual de Cultura do Estado de Alagoas.
Além de haver dirigido o Departamento de Artes e Ciências de Alagoas (DAC) e de ter participado, como membro diretor, da Fundação Pierre Chalita, foi um dos instituidores da União Teatral dos Amadores de Penedo (UTAP) e da Faculdade de Formação de Professores de Penedo.
Pesquisador e historiador, deixou vasta obra sobre a história de Penedo e do Estado de Alagoas, bem como sobre a implantação e a evolução do barroco português em terras brasileiras e sobre a presença dos franciscanos em Alagoas. Compositor, inúmeras foram as criações que produziu, incluindo missas, cantatas, hinos e canções. Poeta, cantou, por excelência, a sua terra natal.

## Obras
- História de Penedo, Elementos de História da Civilização de Alagoas ( Sergasa, Maceió, 1974)
- Meu Sonho (Imprensa Universitária, Maceió, 1977)
- Painel Barroco do Brasil (História – Sergasa, Maceió, 1977)
- Na Varanda do Tempo (Imprensa Universitária, Maceió, 1978)
- Uma Casa de Misericórdia (Sergasa, Maceió, 1979)
- Uma Paróquia Centenária - Igreja Nova (Imprensa Universitária, Maceió, 1979)
- O Império das Musas ( Edição do Autor, Maceió, 1981)
- Coisas do Penedo ( Sergasa, Maceió, 1992)
- Os Franciscanos em Alagoas (Sergasa, Maceió, 1982)
- Religião e Racismo - Discriminação Racial nas Irmandades ( Sergasa,Maceió, 1983)
- A Campanologia de Alagoas (Sergasa, Maceió,1985
- Perfil (Sergasa, Maceió, 1987)
- Igrejas de Maceió (Edição do Autor, Maceió, 1987)
- O Barroco em Alagoas - Caminhos da Escultura Sacra( Sergasa, Maceió, 1989)
- Os Caminhos da Escultura Sacra ( Sergasa, Maceió, 1991)
- O Barão de Penedo - A Missão da Palavra ( Sergasa, Maceió, 1992)
- História da Arte Brasileira ( Edição do Autor, Maceió, 1987)
- Coisas do Penedo ( Sergasa, Maceió, 1982)
- Arruar pelo Tempo (Grafitex, Maceió, 1993)
- Penedo Ontem e Sempre ( Sergasa, Maceió, 1975)
- Alagoas e sua Emancipação ( Sergasa, Maceió, 1981)
- Os Fonseca e a História ( Sergasa, Maceió, 1985)
- Santa Maria Madalena ( Sergasa, Maceió,1994)
- Caderno de Música Sacra ( Sergasa, Maceió, 1993)
- Missa Regina Ordinis Minorum ( Sergasa, Maceió, 1993)
- Missa in Honorem Beatissimi Patris Nostris Francisci (Sergasa, Maceió, 1994)
- Missa Sponsa Christi ( Inédita, 1995)
- Missa in Honorem Beatissimi Patris Nostris Francisci ( Sergasa, Maceió, 1994)
- Ave Maria (Música – Inédita, 1996)